# پراگرس راکت اسپیس سنتر
پراگرس راکت اسپیس سنتر (روسی: Ракетно-космический центр «Прогресс») شرکت هوافضای روس است، که در سال ۱۹۹۶ تأسیس شد.